# Michel Jouvet
Michel Valentin Marcel Jouvet (Lons-le-Saunier, Franco Condado; 16 de noviembre de 1925-Villeurbanne, Auvernia-Ródano-Alpes; 3 de octubre de 2017), citado como Michel Jouvet, fue un catedrático de medicina experimental francés de la Universidad de Lyon.

## Biografía
Pasó el año 1955 en el laboratorio de Horace Winchell Magoun en Long Beach, California. Desde entonces, asumió la investigación de neurofisiología experimental en la Facultad de Medicina de Lyon y de neurofisiología clínica en el Hospital Neurológico de esa misma ciudad.[cita requerida]
Fue el director de la Unidad de Investigación INSERM U 52 (onirología molecular) y de la Unidad Asociada UA 1195 del CNRS (estados de vigilancia, neurobiología).[cita requerida]
En enero de 1959 comunicó cuatro casos de muerte encefálica y sus características en el electroencefalograma. Pocos meses después, en julio, Mollaret y Goulon describieron detalladamente 23 casos de coma dépassé o estado de muerte encefálica, en un artículo de gran influencia. Jouvet pasó así a un segundo plano aunque publicó en noviembre de 1959 una reflexión sobre los mismos cuatro casos.
En La paradoja del sueño (MIT Press, 1999) Jouvet propone la teoría especulativa de que el propósito del sueño es un tipo de programación neurológica iterativa que trabaja para preservar una herencia psicológica individual, la base de la personalidad.
Fue elegido en 1977 en la Academia de Ciencias de Francia y recibió el Premio Intra-Sciences en Estados Unidos en 1981 y el Premio de la Foundation for the Medical Research en 1983. En 1991 fue galardonado con el prestigioso Prix mondial Cino Del Duca.
Sus trabajos y los de su equipo han llevado el descubrimiento del sueño paradójico y su individualización como el tercer estado de funcionamiento del cerebro en 1959, al descubrimiento de su filogénesis y ontogénesis de sus principales mecanismos.

## Los sueños de los gatos
En 1959, Michel Jouvet llevó a cabo varios experimentos en gatos con parálisis muscular durante el sueño MOR. Jouvet demostró que la generación del sueño REM depende de un pontine tegmentum intacto y que la atonía REM se debe a la inhibición de los centros motrices en la médula espinal.
Los gatos con lesiones cerca del locus coeruleus tienen menos restricción en el  movimiento de los músculos durante el sueño REM, y muestran variedad de comportamientos complejos incluyendo patrones motrices, que sugieren que sueñan con ataques, defensa y exploración.

## Algunas publicaciones
- A propos du diagnostic de la mort du système nerveux dans les comas avec arrêt respiratoire traités par respiration artificielle, La Presse Médicale 67 (1959-enero/3) 87-88. (con Wertheimer, P. y Descotes, J.). Texto parcial y traducción.[6]

- Neurophysiologie des états de sommeil', Paris, CNRS, 1965 (traducción italiana La Natura del Sogno, Roma 1991)

- Le sommeil et le rêve, Paris, Odile Jacob, 1992.

- Le château des songes, Paris, Odile Jacob, 1992.

- Le Grenier des rêves, Paris, Odile Jacob, 1997.

- Où, quand, comment: Pourquoi rêvons-nous, pourquoi dormons-nous ?, Paris, Odile Jacob, 2000.

- The paradox of sleep: the story of dreaming, MIT Press 1999

- «The states of sleep.» Scientific American, febrero de 1967[7]